# Odstrel
Odstrel (eng. Burn Notice) je američka televizijska serija autora Matta Nixa. Glavni glumci serije su Jeffrey Donovan, Gabrielle Anwar, Bruce Campbell, Sharon Gless, a od početka četvrte sezone i Coby Bell. Serija je premijerno prikazana 28. lipnja 2007. na USA Network. 7. studenog 2012. serija je obnovljena za sedmu sezonu koja će ujedno biti i posljednja sezona, koja će se sastojati od 13 epizoda, a premijera je počela 6. lipnja 2013.

## Radnja
Naslov serije se odnosi na odstrel kojeg izdaju obavještajne službe kako bi najavili smjenu agenata ili izvora za koje se smatra da su postali nepouzdani. Kada su špijuni otpisani, njihova veza sa špijunskom organizacijom prestaje, ostavljajući ih bez pristupa novcu ili utjecaja. Prema govoru tijekom uvodne špice serije, otpisani špijun nema radnog iskustva, nema novca, nema mrežu podrške  - u suštini, nema identiteta. Serija često koristi naraciju u drugom licu koja pruža pogled sa stajališta operativnog agenta Michaela Westena, kojeg glumi Jeffrey Donovan. Naracija je često u obliku savjeta za mlade agente kao da je za vježbanje ili orijentaciju filma.
Nakon bijega iz propale operacije u Nigeriji i nakon što je bio otet i pretučen, Westen se nađe u njegovu rodnom gradu u Miamiju, na Floridi. Nakon što se probudi na krevetu, pored sebe vidi svoju bivšu curu Fionu Gleanne. Uskoro sazna da je dobio odstrel te da je postao jedan od otpisanih špijun. Pod stalnim je nadzorom, a sva njegova imovina i računi su zamrznuti i uzeti mu iz posjeda. Izvanredni napori da kontaktira svojeg rukovatelja u američkoj vladi samo dovode do priznanja da ga netko jako moćan želi "na ledu" u Miamiju. Ako napusti Miami, postat će lovina i bit će odveden u pritvor. Ako ostane, bit će uglavnom slobodan. Opijen željom da sazna tko ga je otpisao i zašto, Westen uranja u posao nelicenciranog privatnog istražitelja i riješavač problema za obične građane kako bi skupio prihod za svoje osobne istrage da sazna zašto je postao otpisani agent.
Westen zove svog starog prijatelja Sama Axea kako bi mu pomogao, a Fiona poziva sama sebe kako bi im se pridružila. Uz povremenu pomoć, a ponekad i smetnji njegove majke Madeline, Westen se bori s kaznenim figurama poput mafijaša, lopova, članova bandi, ubojica, otimačima, peračima novca te dilerima droge. U isto vrijeme, Michael mora slijediti trag koji ga vodi do ljudi odgovornih za njegovo otpisivanje, a kasnije i saznati zašto.
Serije spaja dvije priče; ukupna serija koja se bavi time kako je Michael otpisan, a pojedine epizode se fokusiraju slučajevima na kojima Michael radi za svoje klijente.

## Glumačka postava
- Jeffrey Donovan kao Michael Westen: agent CIA-e koji je otpisan (identificiran kao nepouzdan ili opasno sredstvo) i sad se nađe u njegovu rodnom gradu Miamiju, kojeg ne smije napustiti. Sa svom imovinom zamrznutom, on je prisiljen živjeti od svog znanja i bilo kakvih malih istražnih poslove koje može naći, dok je u potrazi za odgovorima o tome tko ga je otpisao i zašto. Vrlo vješt i iznimno pametan, on može misliti na nogama, često improvizira s elektroničkim uređajima raspona od ljepljive trake do glazure za kolač u vrlo neobičnim načinima kako bi dovršio posao. Posjeduje dva crna pojasa ili, kako je rekao u jednoj epizodi "trideset godina karatea" i "ocijenio s bilo čime što puca metke ili ima prednost". On ima nevjerojatnu sposobnost da preuzme tajne identitete, govoreći s brojnim regionalnim i međunarodnim govornim naglascima. On vjeruje da mu je njegovo djetinjstvo, uglavnom u rukama nasilnog oca, pomoglo da postane prirodom tajni operativac, čineči bliske odnose teškim za njega. On ima mlađeg brata, Natea (Seth Peterson), koji se pojavio u nekoliko epizoda prije nego što je ubijen od strane snajperista u šestoj sezoni. Michael se predstavlja kao cinik koji je otvrdnuo od iskustva, ali povremeno otkriva mekanu, a ponekad i ranjivu stranu. Njegova omiljena hrana je jogurt, koji se nalazi ili je pojeden od strane barem jednog od likova u svakoj epizodi. On ima ujednu ruku čudnu ali i romantičnu vezu s Fionom.
- Gabrielle Anwar kao Fiona Glenanne: Bivši IRA operativac i Westenova bivša djevojka. Fiona ponovno stupi Michaelov život kad je odbačen u Miami, a ona odluči ostati, a uskoro se napravila vrlo vrijednim za njega. Osim što služi kao njegovo vatreno oružje i stručnjak s eksplozive, ona pruža podršku za njega na njegovim istragama i s vremena na vrijeme, mu pomogne u misijama saznati tko ga je otpisao. U pilot-epizodi, ona govori s irskim naglaskom. U drugoj epizodi, ona se prebacuje na američki naglasak, zajedno s promjenama u svom stilu odijevanja, u nastojanju da se distancira od svoje prošlosti i kako bi se uklopila, pokazujući svoju sposobnost prilagodbe. Ona je dopuna Michaela na puno načina, i intelektualno i taktički. Kreator serije Matt Nix je rekao o odnosu Michaela i Fione:[8]

Kada je Michael u pitanju, Fiona nije upotpunosti spremna pustiti njihovu prošlu vezu, koja i dalje nastavlja pirjati. U drugom dijelu treće sezone, pokazano je da se njihov dvoje ponovno dižu njihovu vezu. Nakon što peta sezona počne, njih dvoje se usele zajedno, ali tenzije u njihovoj romantičnoj vezi ostaju. Međutim, ona je optužena za bombaške napade na britansko veleposlanstvo nakon što ju je antagonist Anson Fullerton prevario da prizna zločin koji nije počinila. Anson koristi prednost nad Michaelom i tjera ga da radi poslove za njega. Kako bi maknula tu prednost, Fiona se na kraju preda i bude uhićena od strane FBI dok Michael gleda u čudu i tuzi.
- Bruce Campbell kao Sam Axe: stari, poluumirovljeni tajni operativac i bivši Navy SEAL. S niskom količinom novca na njegovo ime, Sam provodi većinu vremena spavajući s bogatim, starijim ženama iz Miamija u zamjenu za hranu i sklonište. On i Westen su stari prijatelji, Sam je također Westenov zadnji, slabi kontakt u službenoj špijunskoj zajednici. On se predstavlja kao "čovjeka koji zna čovjeka", a Michael se često oslanja na Samov naizgled neiscrpan popis kontakata. Sam se također koristi pseudonimom "Charles (ili 'Chuck') Finley" često tijekom posla. U prvoj epizodi je otkriveno da je on također doušnik FBI-ja, izvještavao je pod prisilom o Westenu. Znajući to, Westen je u mogućnosti slati lažne informacije FBI-ju preko Sama, kojemu je drago postati njegov dvostruki agent. U jednom trenutku u prošlosti, Sam je uništio Fionin pokušaj da proda velike količine oružja libijskom trgovcu oružja, čime ju je koštao velike zarade. Kao rezultat toga, Fiona je napočetku vrlo neprijateljski raspoložena prema njemu, ali dvoje su na kraju postali vrlo antagonistički prijatelji. Sam će je povremeno pitati za savjete oko njegovih veza sa ženama, a Michael je rekao da njih dvoje prave dobar tim.
- Sharon Gless kao Madeline Westen: Michaelova majka, "Maddie" umirovljenik i ovisnik o cigarama. Iako pokušava zadržati osjećaj poigravanja i samovažnosti, ona je obiteljski orijentirana i upotpunosti podržava obojicu svojih sinova kada ju trebaju, kao i pomaganje Michaelu s njegovim klijentima. Sredinom završnice treće sezone, htjela je napustiti Miami, ali je shvatila njezinu važnost za njegovo poslovanje. Sve do nedavno, imala je rijetku komunikaciju s Michaelom, uz napomenu u pilot epizodi da je Michael propustio posjetiti očev pogreb "osam godina". Tijekom prvih nekoliko sezona, Michael ne uživa u njezinu društvu, ali je postupno počinje cijeniti njezinu snagu i ljubav. Unatoč tome, njezini apeli za pomoć su Michaelova jedna velika slabost, a ona ima sposobnost da ga uvjeri na ono što ona želi.
- Coby Bell kao Jesse Porter (sezona 4-danas): kontraobavještajni stručnjak kojeg je Michael nesvjesno otpisao kada je Michael otišao tražiti povjerljive dokumente o teroristu o kojem je Jesse imao informacije. On prilazi Michaelu za pomoć, nadajući se da će naći i ubiti ljude odgovorne za njegov otpis, a postepeno i postaje dio Michaelove ekipe. Na kratko je razmatrao da ubije Michaela nakon što je saznao da je on odgovaran za njegov otpis, ali umjesto nevoljko je odlučio nastaviti raditi s ekipom, a on i Michael su se polako počeli pomirivati. Na kraju je ponovno vraćen na posao kontraobavještajca, ali uskoro otkrije kako ne može tolerirati "birokraciju" raditi vladine radove i uzme posao u privatnoj zaštitarskoj vrtki dok i dalje ostaje vitalni dio Michaelove ekipe.

## Epizode

### Prva sezona
Prva sezona, koja se sastoji od 12 epizoda, prati Michaelovu istragu kako bi razotkrio tko je čovjek koji ga je otpisao. Ova sezona također predstavlja glavne likove: Fionu, Michaelovu bivšu curu, Sama, bivšeg Navy SEAL-a i Michealovog najboljeg prijatelja i Madeline, Michaelovu hipohondričnu majku. U sezoni također često se vide Agenti Harris i Lane (Marc Macaulay i Brandon Morris), dva FBI agenta koja su poslana da prate Michaela. Oni su na kraju zamjeneni s Agentom Blyom (Alex Carter), koji je u preokretu smaknut s Michaelovog slučaja. Na kraju sezone, Michael je otkrio identitet čovjeka koji je napisao njegov odstrel, Phillip Cowan (Richard Schiff), ali ga je samo vidio kako biva ubijen. Michaela kasnije kontaktira nepoznata žena, čime je završila sezona.

### Druga sezona
Druga sezona, koja se sastoji od 16 epizoda, opisuje Michaelovu muku da bi saznao više o njegovom novom "vođi" i pokušava ju iskoristiti kako bi došao do ljudi koji su ga otpisali. Sezona počinje s Michaelovim upoznavanjem Carle (Tricia Helfer), žene koja je kontaktirala Michaela na kraju prošle sezone. Michael s njom započinje profesionalnu vezu nakon što mu počne dovoditi klijente. U međuvremenu, Madeline je sve bliže tome da nauči o Michaelovom tajnom životu. Na kraju sezone, Fiona ubije Carlu, a Michael upoznaje "Managmenta" (John Mahoney), vođu profesionalne jedinice black ops. Nakon što kaže Managmentu da želi izaći iz svega, Michael skoči iz helikoptera u ocean, čime efektivno završava njihova veza kao i "zaštita" koju je Managment tajno pružao Michaelu.

### Treća sezona
Treća sezona, koja se sastoji od 16 epizoda, pokazuje Michaela u njegovom zadatku da smakne njegov odstrel. Sezona započinje gdje je prošla završila: Michael dopliva natrag do Miamija, gdje ga upoznaje Michelle Paxson (Moon Bloodgood), Miamijeva detektivka koja ima namjeru srušiti Michaela. Nakon što je napokon uvjeri da se makne od njega, Michaelu prilazi Tom Strickler (Ben Shenkman), agent za špijune. Strickler tvrdi da može smaknuti Michaelov odstrel, ali pri velikoj cijeni. Michael na kraju mora ubiti Stricklera u zamjenu za spašavanje Fioninog života. U međuvremenu, Michael upoznaje Diega Garzu (Otto Sanchez), agenta CIA-e koji daje Michaelu informacije o njegovom otpisu. Međutim, nakon Stricklerove smrti, Garza biva ubijen, a Michael se skoro vratio na početak svog puta. Kasnije, Michael se suoči s Masonom Gilroyom (Chris Vance), plaćenikom i psihopatom koji je jednom radio za Stricklera i prizna da je on ubio Garzu. Gilroy pita Michaela za pomoć oko jednog posla, a Michael, koji nije htio pustiti Gilroya da ode, prihvati ponudu. On otkrije da Gilroy pokušava izvući iz zatvora visokorizičnog zatvorenika. Nakon što je Gilroy ubijen, Michael otkrije identitet zatvorenika: Simon Escher (Garret Dillahunt), čovjek koji je počinio zločine kojima je Michaelu podmješteno. U zadnjim scenama sezone, Michael je uhičen i odveden u tajanstvenu sobu.

### Četvrta sezona
Četvrta sezona, koja se sastoji od 18 epizoda, prati Michaela kako ponovno počinje raditi za ljude koji su ga otpisali. Kao i kod većine drugih sezona, četvrta sezona odmah započinje s događajima iz prijašnje sezone. Michael, i dalje zatvoren, je posjećen od strane Vaughna (Robert Wisdom), vrlo visoko pozicionirane osobe u managmentu. On služi kao Michaelov novi vođa, donoseći Michaelu različite poslove u kojima čak i sam sudjeluje. Tijekom događaja u sezoni, Michael sam nesvjesno otpisuje jednog špijuna: Jessea Portera (Coby Bell), kontraobavještajnog operativca. Michael se ubrzo ponovno poveže sa Simonom, koji navodi Michaela ka telekomunikacijskomg magnatu imena John Barret (Robert Patrick). Nakon što na njegov poziv Barrett dođe u Miami, Michael otkriva da kodirana Biblija sadržava potpunu listu ljudi koji su ga otpisali. Jesse ubrzo otkrije da je Michael osoba koja je kriva za njegov otpis, što dovodi do svađe između dvojice. Michael je kasnije prisiljen da ubije Barretta kako bi spasio sam sebe, ali u tijeku izgubi Bibliju. Na kraju, Sam i Jesse uspiju vratiti Bibliju i odluče je dati Marvu (Richard Kind), Jessejevom starom šefu. Međutim, Marva biva ubijen od strane Tylera Brennena (Jay Karnes), jednog od Michaelovih starih neprijatelja. Sada kada je u posjedu liste, Brennen poziva jednog od starih Michaelovih neprijatelja, "Mrtvog" Larryja Sizemorea (Tim Matheson), kako bi mu pomogao naći osobe s liste. Umjesto, Larry ubija Brennena, što signalizira Michaelovu izdaju prema Vaughnu. Vaughn se vraća u Miami kako bi ubio Michaela, Fionu i Jesseja. Međutim, Sam i Madeline uspiju pronaći senatora (John Doman) koji je u mogućnosti pozvati pomoć. Michael je na kraju odveden u Washington D.C. gdje upozna nepoznatog čovjeka (Dylan Baker) mu govori: "Dobrodošao natrag."

### Peta sezona
Peta sezona, koja se sastoji od 18 epizoda, počinje šest mjeseci nakon što se Michael ponovno uspješno pridruži CIA-ju kao konzultat. Čovjek iz zadnje scene četvrte sezone biva identifiran kao Raines, a zajedno s Maxom (Grant Show), Michael počinje loviti i uhićivati sve ljude sa Simonove liste. Međutim, dok love zadnjeg čovjeka s liste, saznaju da je on ubijen, čime puno tajni ostaje neriješeno, možda i zauvijek. Iako nema više imena na listi, Michael je opijen "nedosljednošćima" koje je našao u dokumentima vezanima uz njegov odstrel. Michael nastavlja raditi s Maxom sve dok on ne biva ubijen, a za to ubojstvo je Michaelu podmješteno. Michael počinje loviti pravog ubojicu a istovremeno izbjegava bilo kakve sumnje na Danija Pearcea (Lauren Stamile), Maxovu zamjenu. Nakon što je očistio svoje ime s Maxovog ubojstva tako što je natjerao pravog ubojicu da prizna zločin, Michael napokon dolazi lice u lice s čovjekom koji ga je ustvari otpisao: Ansonom Fullertonom (Jere Burns), koji ucjenjuje Fionu da bi naveo Michaela da radi što on želi. Nakon što su Michael i njegov tim više puta prisiljeni počiniti zločine i dovršiti sve opasne misije koje im je Anson naredio da naprave, Fiona se sama predaje, čime Michael biva slobodan loviti Ansona bez brige za nju.

### Šesta sezona
Šesta sezona, koja se sastoji od 18 epizoda, započinje s Fioninim uhičenjem. Michael počinje radit poslove za agente CIA-e koji ga je trenirao, Toma Carda (John C. McGinley), kako bi dobio dopuštenje da posjeti Fionu, a na kraju ona biva oslobođena. Također radi s Pearceom, pokušavajući uloviti Ansona. Tim napokon uspijeva uloviti Ansona s Nateovom pomoći, ali ubrzo nakon što CIA dođe, nepoznati pucanj s ne viđene lokacije ubije obojicu i Ansona i Natea. Fiona je puštena iz zatvora i pomaže Michaelu u njegovoj potrazi za čovjekom koji je ubio njegovog brata (Natea). Oni na kraju saznaju da je ime ubojice Tyler Gray. Ubrzo odlaze na tajnu operaciju u Panamu kako bi ga ulovili. Međutim, kada ga Michael ulovi, Gray otkrije da je cijela operacija lažna: Card je unajmio Graya kako bi ubio Ansona, a onda da isplanira ubojstvo Michaela i njegove ekipe. Oni pobjegnu, a Michael se ubzo suoči s Cardom i ubije ga, čime Michael i svi članovi njegove ekipe, uključujući i Maddie, postanu mete CIA-jeve jedinice pod vodstvom Olivije Riley (Sonja Sohn). Oni razmišljaju o bijegu iz zemlje, ali, dok pokušavaju dobiti prednost nad Riley, oni otkrivaju da je ona radila s kartelom na planu da ubiju Michaela. Michael dođe u kontakt s Jasonom Blyom kako bi mu pomogao naći dokaz koji će dokazat Rileyevu izdaju, ali misija podbaci i Bly biva ubijen. Michael na kraju iznudi priznanje od Rileyeve dok su na brodu pod pabljbom od strane Obalne straže. Sam, Fiona, Jesse i Madeline provedu mjesec dana u zatvoreni, a kada budu otpušteni, oni otkriju da je Michael "napravio dogovor" još jednom u zamjenu da njegova obitelj i prijatelji budu doživotno oslobođeni zatvora. Fiona se osjeća izdanom, podsjećavajući Michaela da je obečao da će biti njih dvoje sami zajedno kada sve ovo završi. Ona se odmakne od njega i kaže Michaelu da je pusti na miru.

## Film i novele
Burn Notice: The Fall of Sam Axe je film koji se fokusira na Sama Axea i postavljen je prije događaja u Odstrelu. Prvi put je emitirano u SAD-u 17. travnja 2011. Govori priču o Samovim posljednjim danima u Navy SEAL-u, što je dovelo do njega da se umirovi. Ovaj film služi kao uvod u petu sezonu Odstrela. Jeffrey Donovan je režirao film i imao je malu ulogu.
Od 2008. Signet Books je izdao seriju Burn Notice novela pod otiskom Obsidian:
| Naslov       | Autor        | ISBN          | Datum izdavanja   |
| ------------ | ------------ | ------------- | ----------------- |
| The Fix      | Tod Goldberg | 0-451-22554-6 | 5. kolovoza 2008. |
| The End Game | Tod Goldberg | 0-451-22676-3 | 5. svibnja 2009.  |
| The Giveaway | Tod Goldberg | 0-451-22979-7 | 6. srpnja 2010.   |
| The Reformed | Tod Goldberg | 0-451-23200-3 | 4. siječnja 2011. |
| The Bad Beat | Tod Goldberg | 0-451-23409-X | 5. srpnja 2011.   |

## Produkcija
Serija je snimljena na lokacija u i oko Miamija, na Floridi. Serija ima trajno sagrađeni set u bivšem Coconut Grove Convention centru u Miamijevom Coconut Grove susjedstvu gdje je većina serija snimljena. U kolovozu 2012. komisija grada Miamija i producenti Odstrela su postigli dogovor o dopuštenju snimanja na Convention Centru za još jednu godinu, dopuštajući produkcije sedme sezone u zamjenu za puno veći najam, a dogovor mora biti odobren od strane grada Miamija.

## Nagrade i priznanja
U 2011. David Raines, Scott Clements i Sherry Klein su bili nominirani za "izvanredno miješanje zvuka za komediju ili dramsku seriju" za Last Stand na 63. Primetime Emmy nagradama. Pilot epizoda koju je napisao Matt Nix je 2008. osvojila nagradu Edgar Allan Poe u kategoriji "Najbolja televizijska epizoda". David Raines, Scott Clements i Sherry Klein bili su nominirani za "izvanredno miješanje zvuka za komediju ili dramsku seriju" za seriju Odstrel na 60. Primetime Emmy nagradama u 2008. Skladatelj John Dickson osvojio je 2008. i 2009. ASCAP nagradu za film i televiju u kategoriji "Top TV serija". Craig S. O'Neill i Jason Tracey su bili nominirani za 2009. Writers Guild of America u kategoriji "Dramska epizoda" (epizoda "Double Booked". U 2010. serija je dobila svoju prvu nominaciju za nagradu Emmy, kada je glumica Sharon Gless bila nominirana za nagradu Emmy u kategoriji "najbolje sporedne glumice u drami". Odstrel je također bio nominiran za omiljenu TV obsesiju na 37. Peoples Choice nagradama.

## DVD izdanja
20th Century Fox je izdao svih šest sezona serija na DVD-u u Regiji 1.
| Ime DVD-a           | Ep. # | Datum izdavanja  | Dodatne informacije |
| ------------------- | ----- | ---------------- | --- |
| Prva sezona         | 12    | 17. lipnja 2008. | - Audio komentari - Pogreške na snimanju - Snimke s audicije - Montaža likova - Girls Gone Burn Notice montaža - Montaže akcijskih scena                                      |
| Druga sezona        | 16    | 16. lipnja 2009. | - Audio komentari - Pogreške na snimanju - Obrisane scene - Iza scena |
| Treća sezona        | 16    | 1. srpnja 2010.  | - Smash, Crash, Boom: Inside the Burn Notice Stunt Unit - 2009. San Diego Comic-Con International                                                                             |
| Četvrta sezona      | 18    | 7. lipnja 2011.  | - Akrobacije u Odstrelu - Sam Axeov vodič za dame - Rivalstvo u sobama pisaca - White Collar pilot                                                                            |
| The Fall of Sam Axe | Film  | 26. srpnja 2011. | - Film postavljen dvije godine prije prve sezone Odstrela - Produžena verzija koja nikad nije viđena na TV-u - The Fall of Jeffrey Donovan - Audio komentari - Obrisane scene |
| Peta sezona         | 18    | 5. lipnja 2012.  | - Army of One produžena epizoda - Pogreške na snimanju - Obrisane scene - Komentari na Fail Safe                                                                              |
| Šesta sezona        | 18    | 4. lipnja 2013.  | |

## Vanjske poveznice
- Službena stranica na USA Network
- Burn Notice  Arhivirana inačica izvorne stranice od 25. prosinca 2011. (Wayback Machine) na MyNetworkTV
- Burn Notice na IMDb